# Khodjà-Salà
Khodjà-Salà (en ucraïnès: Ходжа-Сала) és un poble de la República Autònoma de Crimea a Ucraïna, que el 2014 tenia 53 habitants. Pertany al districte de Bakhtxissarai.